# Frederick Gerald Byng

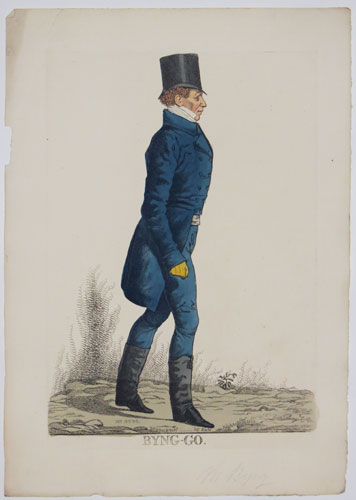
Frederick Gerald Byng, Radierung von Richard Dighton (1820)

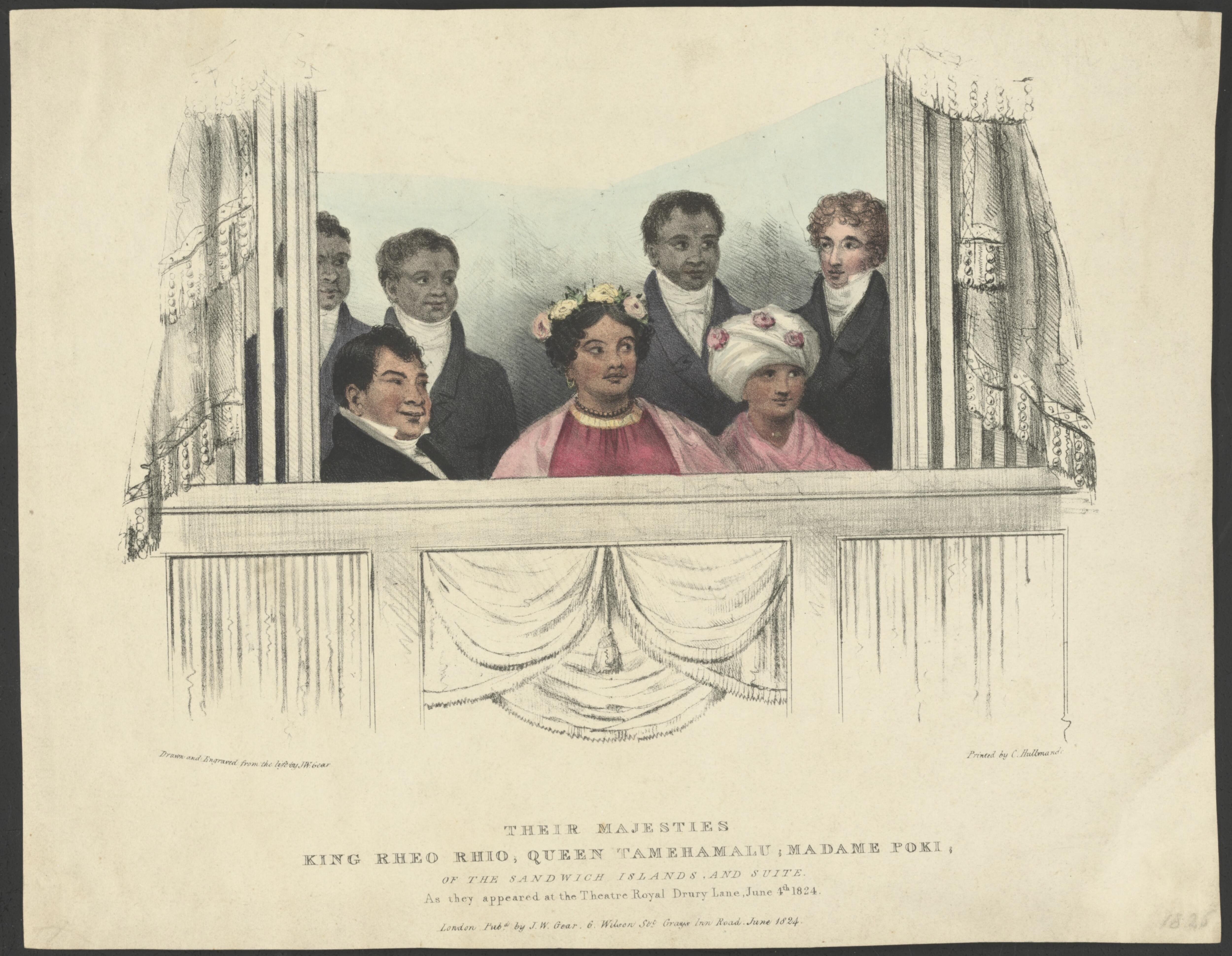
Byng (hintere Reihe, ganz rechts) mit König und Königin von Hawaiʻi in der Royal Box im Theatre Royal Drury Lane (1824)

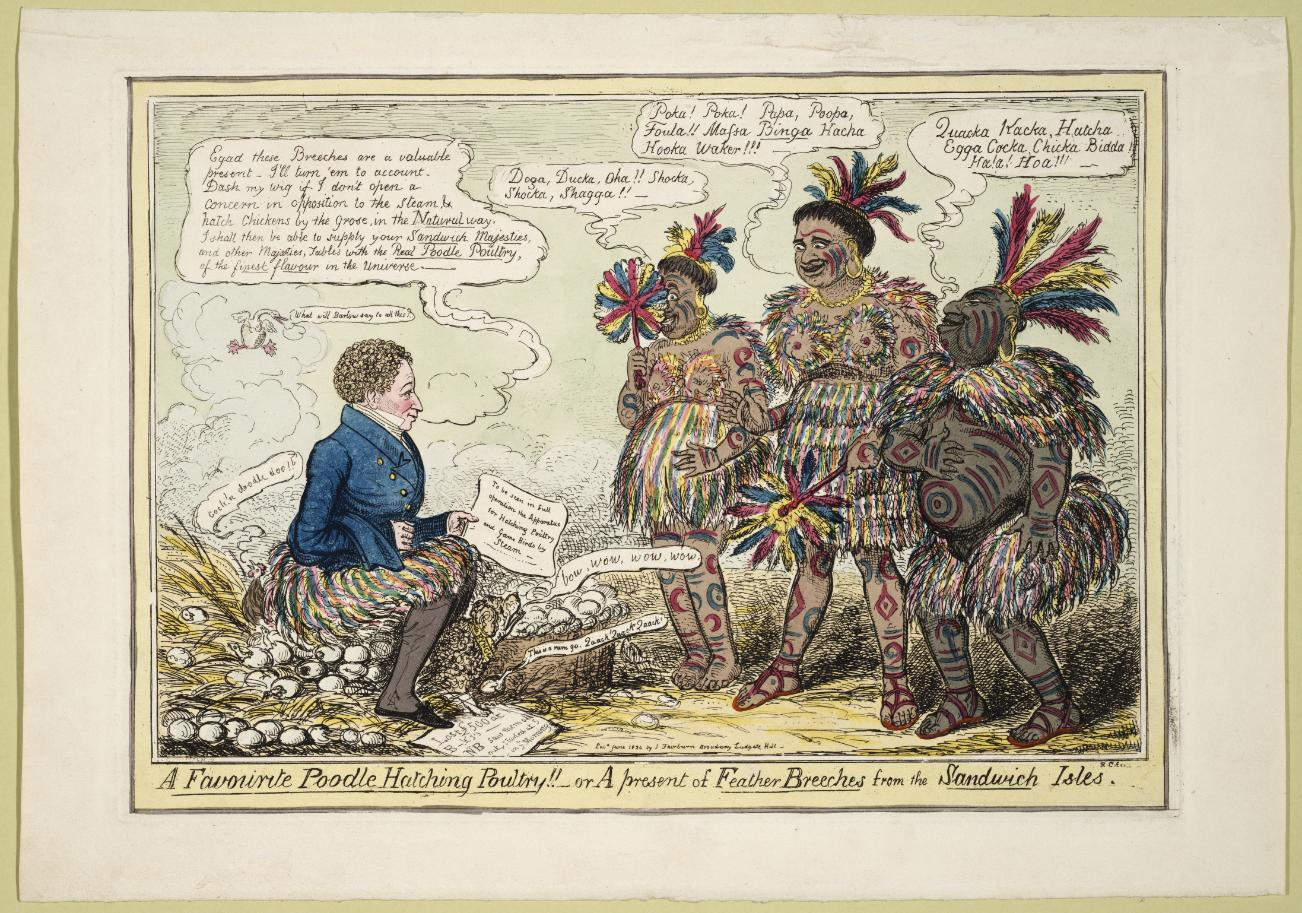
Karikatur von Byng anlässlich des Besuchs aus Hawaii, von Robert Cruikshank

Frederick Gerald Finch Byng, genannt Poodle Byng, (* 4. Dezember 1784; † 5. Juni 1871 in London) war ein englischer Exzentriker.

## Leben
Frederick Gerald Byng war der fünfte und jüngste Sohn von John Byng, 5. Viscount Torrington; insgesamt hatte er zwölf Geschwister. Nach seiner Schulzeit in Eton diente er kurz in der Armee. 1801 trat er in das Foreign Office ein. Bekannt wurde er als Mitglied der Dandy-Clique um George Beau Brummell, die im Bogenfenster des Herrenclubs White’s in der Londoner St. James Street saß, um über Aussehen und Kleidung der Passanten zu klatschen. Bei der Krönung von König Georg IV. im Jahre 1820 war Frederick Gerald Byng als Page dabei und mokierte sich anschließend über dessen dicke Waden.
Schon in Eton erhielt Byng wegen seiner starken Locken, die ihm ins Gesicht fielen, den Beinamen Poodle. Später nahm er diesen Beinamen ironisch auf, indem er sich auf Ausfahrten von einem sorgfältig geschorenen Pudel begleiten ließ. Überliefert ist der Ausspruch von Brummell, der angesichts von Byng mit Pudel in einem Zweispänner rief: „Ah, how d’ ye do, Byng? A family vehicle, I see.“ (dt. „Wie geht’s, Byng? Ein Familienfahrzeug, wie ich sehe.“)
Poodle Byng war bei seinen Zeitgenossen bekannt für seine zahllosen Bekanntschaften und seine – nach eigenen Angaben – zahlreichen Liebesaffären sowie hohen Spielschulden. Es kursierten viele Geschichten über seine Marotten; so beschwerte er sich bei Gastgebern regelmäßig über das Essen, bekrittelte ihre Wohnungseinrichtungen und Dienstboten und gab ungebetene Ratschläge. Wegen seines Hangs zum Tratsch bekam er auch den Spitznamen Paul Pry nach dem gleichnamigen populären Theaterstück über einen klatschsüchtigen Mann von John Poole, das 1825 Premiere hatte. Byng wird in nahezu allen Briefen und Tagebüchern der Regency-Zeit als Exzentriker „erster Güte“ erwähnt und auch noch später: „Poodle Byng […] flits in and out of Victorian memoirs like an elderly and homeless bat.“ (dt. „Poodle Byng huscht in viktorianischen Memoiren wie eine ältliche und heimatlose Fledermaus rein und raus.“)
1824 wurde Frederick Gerald Byng von Außenminister George Canning beauftragt, König Kamehameha II. von Hawaiʻi, dessen Frau Kamāmalu und Hofstaat während ihres Aufenthalts in England zu betreuen und sie in London herumzuführen. Zum Dank schenkte der König Byng einen traditionellen hawaiischen Federmantel (ʻahu ʻula) aus roten und goldgelben Federn von Kleidervögeln, der heute im National Museum of Scotland (NMS) in Edinburgh zu sehen ist. Das königliche Paar steckte sich nach zweimonatigem Aufenthalt in England mit Masern an, und beide starben innerhalb weniger Tage im Juli in Osborne House.
1830 wurde Byng zum Gentleman Usher of the Privy Chamber ernannt und trug diesen Titel bis zu seinem Tod. In dieser Funktion nahm er an der Krönung von Königin Victoria teil. Nachdem er 1839 aus dem Außenministerium ausgeschieden war, engagierte er sich im Sanitary Movement, war Mitglied der Kommission für Abwässer von Westminster und Presbyter seiner Gemeinde St. James. Gegen Ende seines Lebens war er allgemein als Regency Remnant (dt. Regency-Überbleibsel) bekannt.

## Familie
Verheiratet war Byng mit Catherine Neville, einem Dienstmädchen seiner Mutter. Das Paar heiratete nach der Geburt einer Tochter und bekam eine weitere. Beide Mädchen – Elizabeth und Frederica – starben im Kindesalter, Catherine Byng 1871 nur wenige Monate nach ihrem Ehemann.
Ein Großonkel Byngs war Admiral John Byng, der 1757 hingerichtet worden war; zu seinen Neffen zählten Percy Francis Hall und Herbert Byng Hall.

## Publikationen
- Mit John Leslie: Report of Committee appointed to enquire into Mr. Freeman’s allegations against the officers (of the Metropolitan Commission of Sewers) in Surrey and Kent. 1849
- Smithfield and Newgate Markets. London. James Ridgway 1851.
- „On Improving the Dwellings of the Poor“. In: Charles J. C. Talbot, 19. Earl of Shrewsbury: Meliora: or, Better times to come. 1852.